# Ле-Ге-д’Аллере
Ле-Ге-д’Аллере́ (фр. Le Gué-d’Alleré) — коммуна во Франции, находится в регионе Пуату — Шаранта. Департамент коммуны — Шаранта Приморская. Входит в состав кантона Курсон. Округ коммуны — Ла-Рошель.
Код INSEE коммуны — 17186.

## Население
Население коммуны на 2010 год составляло 662 человека.
| 1962 | 1968 | 1975 | 1982 | 1990 | 1999 | 2010 |
| ---- | ---- | ---- | ---- | ---- | ---- | ---- |
| 412  | 405  | 434  | 427  | 440  | 514  | 662  |